# Ingrid Fèvre
Pour les articles homonymes, voir Fèvre.
Ingrid Fèvre, née le 29 mai 1975 à Auxerre, est une haltérophile française.
Elle remporte la médaille d'argent aux Championnats d'Europe d'haltérophilie 1999 dans la catégorie des moins de 58 kg et est sacrée championne de France en 2004.